# Méthanium

Formation d'un ion méthanium à partir de et

Le cation méthanium est le composé chimique de formule CH5+. C'est un carbocation de type carbonium pentacoordonné correspondant formellement à une molécule de méthane protonée, mais qu'on considère généralement comme un ion méthylium CH3+ interagissant avec une molécule d'hydrogène H2 au moyen d'une liaison à trois centres et deux électrons. Une fois cette liaison établie, les cinq atomes d'hydrogène deviennent indifférenciés par rapport à l'atome de carbone en échangeant continuellement leur position. Ces échanges s'observent même à basse température, tant l'énergie requise par ces permutations est faible.
L'ion CH5+ se rencontre notamment dans le milieu interstellaire et peut être produit en laboratoire en milieu gazeux à basse pression et basse température. Il résulte également de la protonation du méthane par un superacide tel que l'acide fluoroantimonique HSbF6 ou « l'acide magique » HSFO3·SbF5.